# Jules Masselis
Jules Masselis (* 19. November 1886 in Ledegem; † 29. Juli 1965 in Roeselare) war ein belgischer Radrennfahrer.
Masselis war Profi in den Jahren 1907 bis 1921. 1908 gewann er bereits das Rennen Omloop van het Houtland. Sein größter Erfolg dürfte aber sein Sieg bei der Belgien-Rundfahrt im Jahre 1910 gewesen sein, bei der er auch noch 2 Etappen gewinnen konnte. Bei der Tour de France 1911 gewann er die 2. Etappe vor François Faber und Gustave Garrigou. Im Jahr darauf kam er bei dem Rennen Mailand–Sanremo auf den 3. Platz hinter Henri Pélissier und Garrigou.
1913 gewann er bei der Tour de France erneut die 2. Etappe, diesmal vor Lucien Petit-Breton, Odiel Defraeye, Marcel Buysse, Henri Pélissier, Octave Lapize, Gustave Garrigou, Émile Georget und anderen.